# Станкевский, Дмитрий Иванович
Дмитрий Иванович Станкевский (23 октября 1903, Тюковка, Воронежская губерния — 7 января 1988, Свердловск) — советский военачальник, генерал-майор (22.02.1943).

## Биография
Дмитрий Станкевский родился 23 октября 1903 года в семье псаломщика Николаевской церкви в селе Тюковка Тюковской волости Новохопёрского уезда Воронежской губернии, ныне село входит в Борисоглебский городской округ Воронежской области. Русский.

### Военная служба

#### Межвоенные годы
8 сентября 1922 года добровольно поступил в Нижегородскую пехотную школу им. И. В. Сталина. 
В 1924 году вступил в РКП(б), в 1925 году партия переименована в ВКП(б), в 1952 году партия переименована в КПСС.
8 августа 1925 года окончил пехотную школу и был назначен командиром взвода в 142-й стрелковый Тверской полк 48-й стрелковой дивизии в город Ржев. 
С 1 ноября 1926 года по 4 июля 1927 года находился на Московских военно-политических курсах, после которых был назначен политруком роты в 49-й стрелковый полк 17-й Нижегородской стрелковой дивизии в городе Нижний Новгород. С августа 1929 года командовал взводом в 41-м стрелковом полку 14-й стрелковой дивизии в городе Муром. В сентябре 1931 года переведён в 18-й стрелковый полк 6-й стрелковой Орловской дивизии в город Ливны Орловской области, где занимал должности помощника командира роты, начальника штаба батальона, помощника начальника штаба полка, командира батальона, начальника штаба полка. 
В феврале 1939 года капитан Станкевский назначен начальником штаба 16-го стрелкового полка в городе Орёл. С августа был начальником штаба 667-го стрелкового полка 180-й стрелковой дивизии в г. Ливны, с февраля 1940 года — 111-го стрелкового полка 55-й стрелковой дивизии в городе Курск.
В июле 1940 года зачислен слушателем в Военную академию РККА им. М. В. Фрунзе.

#### Великая Отечественная война
С началом войны в сентябре 1941 года майор Станкевский окончил краткосрочный курс академии и убыл в распоряжение генерала армии К. А. Мерецкова. В ноябре 1941 года вступил в командование 1078-м стрелковым полком 314-й стрелковой дивизии 7-й отдельной армии. 2 декабря он назначен командиром 314-й стрелковой дивизии. В этих должностях участвовал в оборонительных боях в Карелии на реке Свирь, дивизия прочно удерживала оборонительный рубеж Свирь-3 — Шамокша.
В мае 1942 года полковник Станкевский был направлен на учёбу в Высшую военную академию им. К. Е. Ворошилова, по окончании её ускоренного курса в ноябре он направлен в распоряжение Военного совета Юго-Западного фронта. В конце ноября вступил в командование 346-й стрелковой дивизией. Части дивизии в составе 5-й танковой армии вели упорные бои на плацдарме на реке Чир в районе Синявкино, Варламовский, совхоз № 18, отражали яростные атаки танков и пехоты противника, пытавшегося выбить их с плацдарма. С 16 декабря она участвовала в Среднедонской наступательной операции. Её части наступали на правом фланге 5-й танковой армии, обеспечивая стык с левофланговыми частями 3-й гвардейской армии. Кроме того, ударом в юго-западном и южном направлениях дивизия должна была содействовать главным силам армии в разгроме вражеской группировки в районе Обливской. 24 декабря она перешла в наступление и в первый же день овладела Чернышевской, а к исходу дня — совхозом «Чирский» и хутора Варламовский. Преследуя отходящего противника, дивизия до 29 декабря освободила более 20 нас. пунктов Чернышевского и Обливского районов Ростовской области. Утром 29 декабря части дивизии встретили организованное сопротивление противника в районе Сиволоб, Пришиб, Песчанка, Кирсановка, Гурин, после чего они перешли к обороне. В последующем, в январе — феврале 1943 года, дивизия в составе 5-й танковой армии Юго-Западного фронта вела наступательные бои на донбасском направлении, участвуя в Ворошиловградской наступательной операции. Её части наступали вдоль ж. д. Цымла — Морозовск, 15 января они освободили станицу Тацинская и к исходу 18 января вышли к реке Северский Донец. В дальнейшем дивизия в составе 5-й танковой армии, а с 8 февраля — 14-го стрелкового корпуса 3-й гвардейской армии вела наступление на ворошиловградском направлении. С выходом к реке Миус дивизия была выведена из боя на пополнение. 
22 февраля 1943 года присвоено звание генерал-майор.
В марте 1943 года 346-я стрелковая дивизия вошла в 51-ю армию Южного фронта, в её составе в июле — августе успешно вела бои на дебальцевском направлении.
16 августа 1943 года генерал-майор Станкевский был назначен врид командира 63-го стрелкового корпуса, однако в должность не вступил, так как находился на лечении в госпитале по болезни. 
После выздоровления в начале сентября 1943 года вновь вступил в командование 346-й стрелковой дивизией. В её составе участвовал в Мелитопольской и Запорожской наступательных операциях. 8 сентября в ознаменование одержанной победы в боях за овладение городом Дебальцево дивизии было присвоено почётное наименование «Дебальцевская». В начале ноября её части в составе 10-го стрелкового корпуса 51-й армии форсировали Сиваш и овладели плацдармом на его южном берегу. С 28 февраля 1944 года дивизия вошла в 1-й гвардейский стрелковый корпус и участвовала в Крымской наступательной операции, в освобождении Севастополя. За образцовое выполнение боевых заданий командования при прорыве сильно укреплённой обороны противника на Перекопском перешейке и в озёрных дефиле на южном побережье Сиваша и проявленные при этом доблесть и мужество дивизия была награждена орденом Красного Знамени (24.04.1944).
После боёв в Крыму дивизия в составе армии в июне 1944 года была переброшена на 1-й Прибалтийский фронт. В составе 2-й гвардейской, затем с 31 июля — 51-й армий участвовала в Белорусской и Прибалтийской наступательных операциях, вела бои на шяуляйском и тукумсском направлениях. В конце августа её части отражали сильный контрудар танков и пехоты противника в районе Тукумса. В ходе этих боёв дивизия была окружена, после чего пробивалась к своим войскам южнее города Кемери в направлении на Елгаву. По выходе из окружения она была выведена в резерв для пополнения.
28 декабря 1944 года генерал-майор Станкевский был отстранён от должности и до марта 1945 года состоял в распоряжении Военного совета 1-го Прибалтийского фронта. 
17 марта 1945 года он был назначен врид командира 88-й гвардейской стрелковой дивизии 8-й гвардейской армии 1-го Белорусского фронта, однако в должность не вступил, так как приказ о его назначении был отменён, и 24 апреля он был допущен к и. д. командира 79-й гвардейской стрелковой дивизии. Участвовал с ней в Берлинской наступательной операции.
За время войны комдив Станкевский был 4 раза персонально упомянут в благодарственных в приказах Верховного Главнокомандующего.

#### Послевоенное время
После войны генерал-майор Станкевский с июля 1945 года и. д. заместителя командира 28-го гвардейского стрелкового корпуса. С сентября командовал сначала 39-й гвардейской стрелковой дивизией Группы советских оккупационных войск
в Германии, а с апреля 1948 года — 70-й гвардейской стрелковой дивизией Прикарпатского военного округа.
С июня 1950 года по октябрь 1951 года учился на ВАК при Высшей военной академии им. К. Е. Ворошилова, затем был назначен заместителем командира 128-го стрелкового корпуса Белорусского военного округа.
С декабря 1953 года и. д. старшего военного советника командира горнострелкового корпуса Албанской народной армии.
После возвращения в СССР в декабре 1954 года назначен начальником ПВО Уральского военного округа. С ноября 1956 года состоял в распоряжении командующего войсками округа.
С марта 1957 года был начальником военной кафедры сначала в Курганском сельскохозяйственном институте, а с декабря — в Свердловском юридическом институте.
В феврале 1960 года гвардии генерал-майор Станкевский уволен в запас. Жил в Свердловске. 
Дмитрий Иванович Станкевский умер 7 января 1988 года в городе Свердловске Свердловской области, ныне город Екатеринбург — административный центр той же области. Похоронен на Широкореченском кладбище Верх-Исетского района города Екатеринбурга.

## Награды
- Орден Ленина, 24 июня 1948 года[6]
- Орден Красного Знамени, четырежды: 22 февраля 1943 года[7][8], 12 мая 1944 года[9][10], 3 ноября 1944 года[11][6], 20 апреля 1953 года[6]
- Орден Суворова II степени, 29 мая 1945 года[12][13][14][15]
- Орден Кутузова II степени, 22 декабря 1943 года[16][17][18]
- Орден Богдана Хмельницкого II степени, 22 декабря 1943 года[19][20][21][22][23][24]
- Орден Отечественной войны I степени, 6 апреля 1985 года[25]
- Орден Красной Звезды[2]
- медали, в том числе:
  - «Медаль «За оборону Ленинграда»
  - «Медаль «За Победу над Германией в Великой Отечественной войне 1941-1945 гг.», 8 августа 1945 года[26][27]
  - «Медаль «За взятие Берлина», 1945 год
  - «Медаль «Ветеран Вооружённых Сил СССР»
- Знак «50 лет пребывания в КПСС»

Приказы (благодарности) Верховного Главнокомандующего в которых отмечен Д. И. Станкевский.
- За овладение городами Дебальцево, Иловайск, Лисичанск, Енакиево, Горловка, Чистяково, Славянск, Артёмовск, Краматорская, Константиновка, Макеевка, Красноармейское, Ясиноватая и областным центром Донбасса — городом Сталино. 8 сентября 1943 года № 9.
- За прорыв сильно укреплённой обороны противника на Перекопском перешейке, захват города Армянск, форсирование Сиваша восточнее города Армянска и овладение важнейшим железнодорожным узлом Крыма — Джанкоем. 11 апреля 1944 года № 104.
- За переход в наступление из района северо-западнее и юго-западнее Шяуляй (Шавли), прорыв сильно укреплённой обороны противника, продвижение вперёд до 100 километров и овладение важными опорными пунктами обороны немцев Телыпай, Плунгяны, Мажейкяй, Тришкяй, Тиркшляй, Седа, Ворни, Кельмы. 8 октября 1944 года № 193.
- За овладение столицей Германии городом Берлин — центром немецкого империализма и очагом немецкой агрессии. 2 мая 1945 года. № 359.

Почётные звания
- Почётный гражданин города Дебальцево[28]

Иностранные награды
- Орден «Virtuti militari», серебряный крест V класса, Польша
- Медаль «За Варшаву 1939—1945», Польша

## Память
- Решением исполкома Дебальцевского гор совета в 1988 году улица Московская была переименована в улицу Станкевского. На здании железнодорожного техникума установлена мемориальная доска[28].

## Семья
Дмитрий Станкевский был женат. Жена Станкевская Софья Владимировна (30 сентября 1905 — 1 февраля 1978). Сын Виктор (род. 22 января 1939, Ливны, Орловская область) — главный архитектором проектно-строительного института «Тюменьгражданпроект», заслуженный архитектор России.